# 谷口祐一郎
谷口 祐一郎（たにぐち ゆういちろう、1998年9月8日 - ）は、ジャパンラグビーリーグワンリコーブラックラムズ東京に所属するラグビーユニオン選手。

## プロフィール
- 大阪府出身[1]。
- ポジションはプロップ(PR)。
- 身長 180 cm、体重 106 kg
- ジュニア・ジャパンに選ばれたことがある[2]。
- U20日本代表に選ばれたことがある[3]。

## 略歴
2017年、東海大仰星高校(現・東海大仰星大阪高校)卒業後、天理大学に入る。なお東海大仰星高校時代、高校日本代表に選ばれたことがある。
2020年、サンウルブズの練習生として召集された。
2021年、天理大学卒業後、リコーブラックラムズ(現・リコーブラックラムズ東京)に加入。
2022年1月9日に行われたJAPAN RUGBY LEAGUE ONE第1節NTTドコモレッドハリケーンズ大阪戦にて先発出場で公式戦初出場を果たした。